# Downey (Idaho)
Downey város az USA Idaho államában, Bannock megyében. 

## Népesség
A település népességének változása: